# Tunnvingemätare
Tunnvingemätare (Malacodea regelaria) är en fjärilsart som beskrevs av Johan Martin Jacob af Tengström 1869. Tunnvingemätare ingår i släktet Malacodea och familjen mätare. Enligt den finländska rödlistan är arten nära hotad i Finland. Enligt den svenska rödlistan är arten sårbar i Sverige. Arten förekommer i Götaland, Svealand, Nedre Norrland och Övre Norrland. Artens livsmiljö är moskogar. Inga underarter finns listade i Catalogue of Life.